# Athrips
Athrips is een geslacht van vlinders uit de familie van de tastermotten (Gelechiidae).

## Soorten
- A. adumbratella (Snellen, 1883)
- A. albibasella Bidzilya, 2010
- A. albicostella Bidzilya, 2010
- A. amoenella (Frey, 1882)
- A. angustisaccula Bidzilya, 2010
- A. aquila Junnilainen, 2010
- A. asarinella (Chretien, 1930)
- A. bidzilyai Junnilainen, 2010
- A. bruneosparsa (Janse, 1958)
- A. carinata (Meyrick, 1911)
- A. carthaginella (Lucas, 1940)
- A. cretulata Meyrick, 1927
- A. dorsimaculata Bidzilya, 2010
- A. exstincta (Meyrick, 1911)
- A. fagoniae (Walsingham, 1904)
- A. flavida Bidzilya, 2010
- A. gerasimovi Piskunov, 1982
- A. gussakovskii (Gerasimov, 1930)
- A. helicaula (Meyrick, 1912)
- A. hirtopalpa Bidzilya, 2010
- A. irritans (Povolny, 1989)
- A. kerzhneri Piskunov, 1990
- A. lacunosa (Meyrick, 1918)
- A. latipalpella Bidzilya, 2010
- A. mappigera Meyrick, 1914
- A. medjella (Chretien, 1900)
- A. mesoleuca (Lower, 1900)
- A. meyi Bidzilya, 2010
- A. mongolorum Piskunov, 1980
- A. mouffetella Linnaeus, 1758 - kamperfoeliepalpmot
- A. neograpta Meyrick, 1914
- A. nigricostella (Duponchel, 1842)
- A. nigrinervosa Bidzilya, 2010

- A. nitrariella (Chrétien, 1908)
- A. ochrocosma (Meyrick, 1911)
- A. pallida Bidzilya, 2010
- A. patockai (Povolny, 1979)
- A. phaeomicta (Meyrick, 1936)
- A. phoenaula (Meyrick, 1913)
- A. polymaculella Park, 1991
- A. profusa (Meyrick, 1921)
- A. pruinosella

Waddenpalpmot (Lienig & Zeller, 1846)
- A. ptychophora (Meyrick, 1914)
- A. punctosa Bidzilya, 2010
- A. rancidella (Herrich-Schäffer, 1854)
- A. ravidinigra Bidzilya, 2010
- A. sisterina (Povolny, 1989)
- A. spiraeae (Staudinger, 1871)
- A. stepposa Bidzilya, 2005
- A. studiosa (Meyrick, 1905)
- A. syncopaula (Meyrick, 1937)
- A. telifera (Meyrick, 1910)
- A. tetrapunctella (Thunberg, 1794)
- A. thymifoliella (Constant, 1893)
- A. tigrina (Christoph, 1877)
- A. tsaidamica Emelyanov & Piskunov, 1982
- A. zetterstedtiella (Zeller, 1852)
- A. zophochalca (Meyrick, 1918)